# Сефе (маї)
Сефе (Сейфе, Сайфула) (*д/н — бл. 720/740) — 1-й маї (володар) держави Канем в 700—720/740 роках.

## Життєпис
Відомості уривчасті, в значні мірі спотворені численними міфами та легендами. З огляду на це низка дослідників вважають Сефе давнім божеством, інші — вождем-жерцем, якого згодом стали обожнювати. Наступні правителі Канему, особливо з часів прийняття ісламу намагалися довести арабське походження Сефе, якого перейменували на Сейфе, начебто він походив з Ємену або Мекки. Його батьком вважається був Дхі Язан або Ядзан. Тому в подальшому стали йменувати як Сейф ібн Ді Язана, що відповідало арабському варіанту імені. Втім, напевне, тут сталася плутанина з Сейф ібн Дхі Язаном, правителем Ємену.
На сьогодні більшість дослідників розглядає його як очільника негроїдного з групи магумі племені загава, що разом з племенем канембу, близько 700 року північніше озера Чад утворили державу, яка спочатку більше нагадувала військово-політичний союз. Згідно хроніки «Гіргам» правив 20 років, втім можливо правління було довшим ще на 20 років. Йому спадкував син або брат Ібраїм.